# Rubus iniens
Rubus iniens är en rosväxtart som beskrevs av Liberty Hyde Bailey. Rubus iniens ingår i släktet rubusar, och familjen rosväxter. Inga underarter finns listade i Catalogue of Life.